# Castillo del Real (Marines)
El castillo de Marines situado en el término municipal de Marines (Valencia, España), conocido también con los nombres de castillo de Marna y Marinas, el primer nombre de época romana y el siguiente en época de la conquista árabe, sobre una montaña de 1203 m de altura. 
Se trata de una construcción del siglo X de origen árabe de tipo montano y mediano porte, con tres recintos escalonados no concéntricos y planta de irregularidad dispersa y suele identificarse con el que fue fortificado por el Cid en 1084 y provocó la batalla de Morella contra el rey de la taifa de Lérida Al-Mundir al-Hayib y el de Aragón, Sancho Ramírez. 
Fue donado por Alfonso II de Aragón a los Hospitalarios de San Juan de Jerusalén en la persona de Fray Armengol d'Aspa. En 1264 fue permutado por el Castillo Real de Villafamés. En 1287, debido a su estado ruinoso, se incorporó, juntamente con las villas de Olocau, a los dominios territoriales de Morella. Tuvo una gran importancia en el ámbito de las luchas entre el Conde Urgel y Fernando de Antequera, a la muerte del rey Martín el Humano. 